# Juan Carlos Fasciolo
Juan Carlos Argentino Fasciolo (Pigüé, Buenos Aires, 5 de abril de 1911-Mendoza, 11 de octubre de 1993) fue un médico argentino que fue discípulo de Bernardo Houssay y que formó parte en el equipo de Braun-Menendez, Leloir y Muñoz en el descubrimiento de la angiotensina, que en ese momento apodaron Hipertensina.

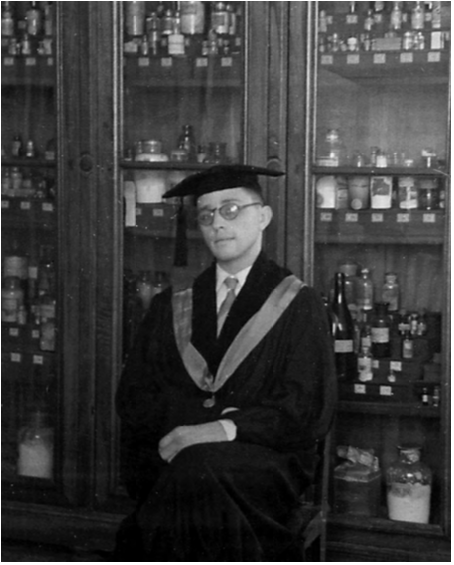
El día de su graduación de médico. Buenos Aires, 1936.

## Biografía
Juan Carlos Fasciolo, nació en un pueblo de la provincia de Buenos aires: Pigüé el 05 de abril de 1911. Sus padres, Angela Rosso y Carlos Fasciolo eran de familia italiana. En Pigüé cursa la escuela primaria.
En 1923 Se traslada a Sarandí, Avellaneda, ciudad vecina a la Capital Federal de la República, donde vive con su abuela paterna, para iniciar sus estudios secundarios en el Colegio Nacional Bernardino Rivadavia.
En 1928 su familia se traslada a la Ciudad de Buenos Aires. Comienza su carrera Universitaria en la Facultad de Ciencias Médicas, Universidad Nacional de Buenos Aires. Argentina. A los 23 años en 1936 se recibe de médico en la  facultad de Ciencias Médicas de la Universidad Nacional de Buenos Aires en Argentina.
En 1939 Se doctora en medicina en la misma Facultad. Su tesis, Hipertensión Arterial Nefrógena. Estudio Experimental, recibe el Premio Facultad de Medicina a la mejor tesis doctoral que fue dirigida por el Dr. Bernardo A. Houssay.
En el año 1939 descubren la angiotensina (Aunque le llamaron hipertensina), junto a B.A. Houssay, E. Braun Menéndez, L.F. Leloir, J.M. Muñoz y A.C. Taquini.
En 1940 contrae matrimonio con Elena Insúa, compañera por toda la vida. De la unión nacieron sus tres hijas. Es becado por la Fundación Rockefeller para realizar estudios de fisiología respiratoria. Permanece un año en los Estados Unidos, entre la Universidad de Rochester y la Universidad de Harvard.
En 1941 es invitado por el Dr. Alberto Taquini para ocupar la Dirección de Investigaciones del Centro de Investigaciones Cardiológicas, recién inaugurado en Buenos Aires donde desarrolla su labor durante siete años.
En 1949 Se traslada a la Universidad Nacional de Tucumán, donde la Facultad de Medicina estaba en formación. Es Profesor Extraordinario y Director del Departamento de Fisiología. Aquí también realiza su tarea de investigación donde permanece tres años.
En 1952 es invitado por la Universidad Nacional de Cuyo para ocupar el cargo de Profesor Extraordinario de Fisiología y Director del Departamento de Fisiología, donde la Facultad de Medicina estaba en sus comienzos, donde continúa con sus trabajos de investigación.

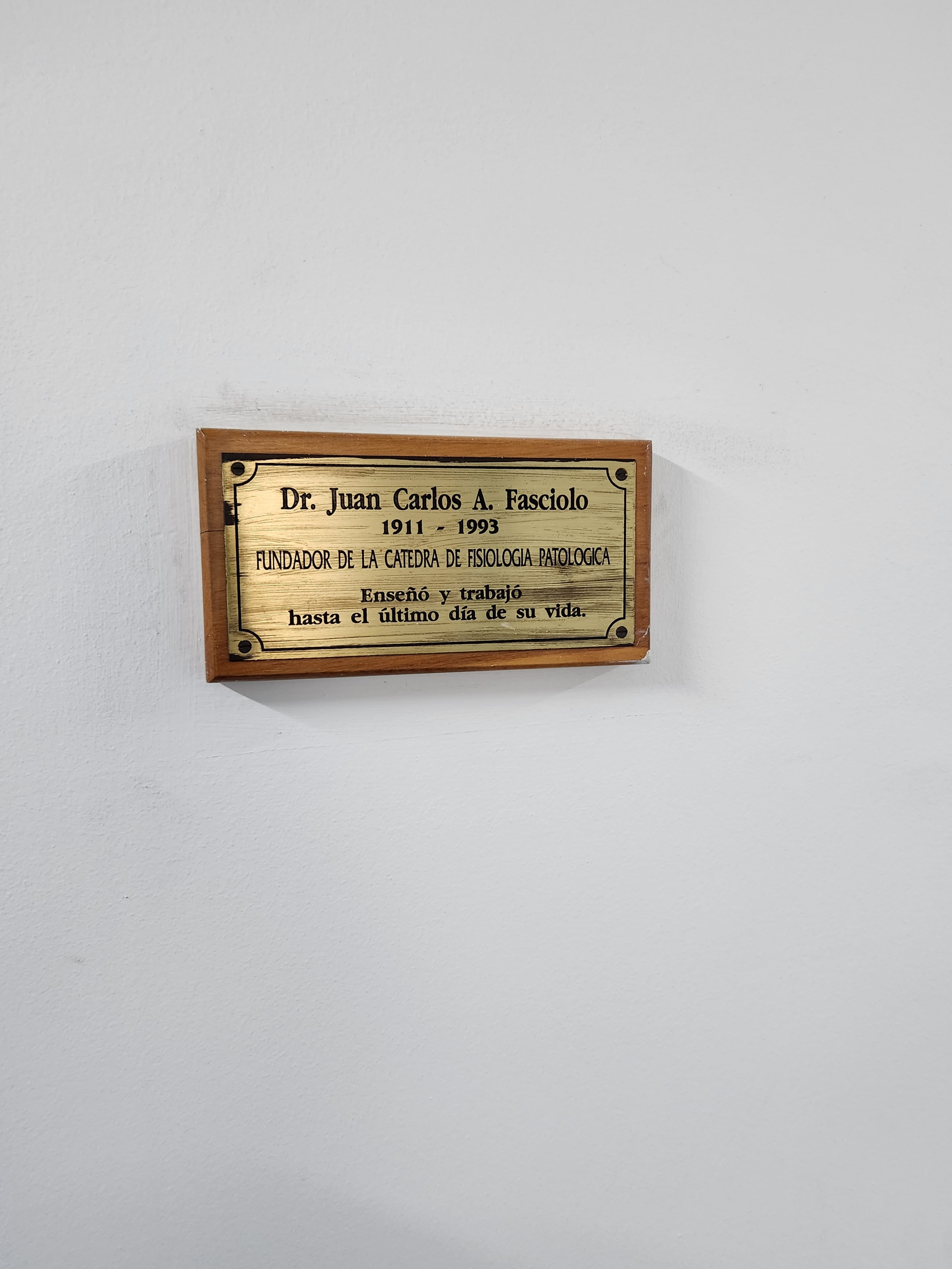
Placa del Dr. Juan Carlos Fasciolo en el departamento de Fisiología patológica de la Universidad Nacional de Uncuyo

En 1957 es becado por la Fundación Rockefeller para realizar una gira por las Universidades Estadounidenses y de Latinoamérica, para estudiar la enseñanza de la medicina.
En 1969 es nombrado Miembro de la Academia de Medicina de Buenos Aires.
En 1970 recibe el Premio Lucio Cherny, por su obra original. El mismo le es entregado por el Dr. Bernardo A. Houssay.
En 1976 es miembro Académico en Ciencias Médicas de la Universidad Nacional de Córdoba.
En 1980 es nombrado Miembro Académico de Honor de la Facultad de Ciencias Médicas y Ciencia de la Salud de la Pontificia Universidad Católica de Chile.
En 1983 recibe el Premio Konex de Ciencia y Tecnología en la especialidad de Ciencias Biomédicas Básicas.
En 1989 recibe la Llama de Plata del Aconcagua de la Universidad Nacional de Cuyo, en mérito a su trayectoria científica.
En 1980 es nombrado Doctor Honoris Causa de la Universidad de Tucumán.
En 1992 obtiene el Premio TWAS de la Academia del Tercer Mundo, en Ciencias Básicas. Italia.
Muere el 11 de octubre de 1993 en la ciudad de Mendoza, Argentina, a los 82 años. 

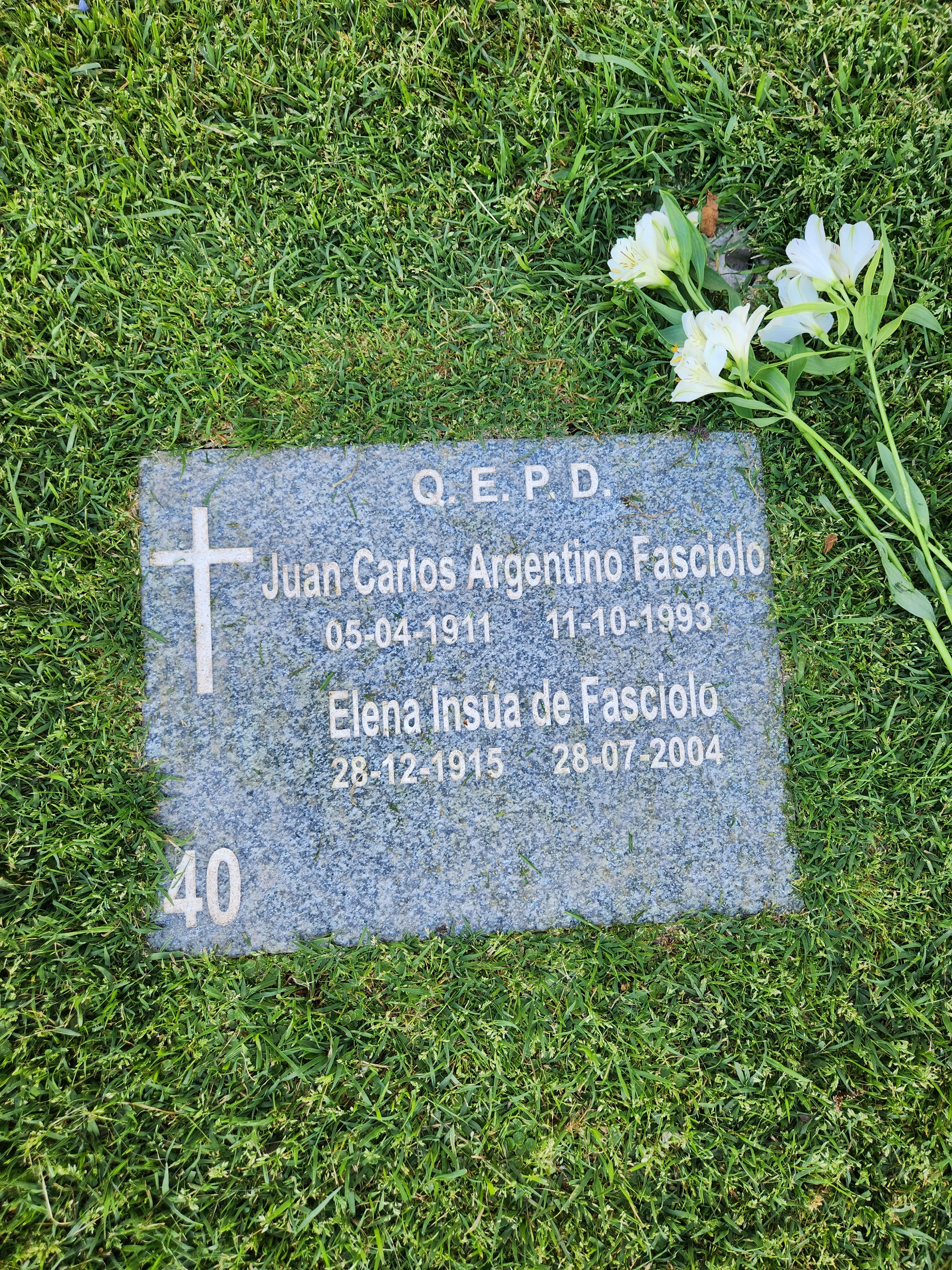
Tumba del Dr. Juan Carlos Fasciolo junto a su esposa ubicada en el parque de descanso, Mendoza.

## Libros publicados
Hipertensión arterial nefrógena. Estudio experimental (Tesis doctoral). Buenos Aires, Ed. El Ateneo, 1939
Hipertensión arterial nefrógena.
Buenos Aires, Ed. El Ateneo, 1943  (En colaboración con E. Braun Menéndez, L. Leloir, J. M. Muñoz y A. C. Taquini)
Renal Hypertension.
Traducción al inglés por L. Dexter Filadelfia, Charles Thomas Publisher, 1946
Ipertensione arteriosa di origine renali.
Traducido al italiano por Dott. E. de Michele Milán, Ed. Corticelli, 1949
Elementos de Fisiología Humana.
Tucumán, Universidad Nacional de Tucumán, 1950
Experimental Hypertension - Cardiology Suppl.
New York, Mc. Graw-Hill Book Co., 1964
Mecanismos de la hipertensión arterial. Tratado de Fisiopatología.
Editado por B. Gúnther y M. Talesnik Santiago, Universidad Nacional de Chile, 1963
Renal Hypertension.
Editado por I. H. Page y J. W. Mac Cubbin Chicago, Year Book Publisher Inc., 1968
Fisiología de la respiración. Texto de fisiología humana.
B. A. Houssay y colaboradores Buenos Aires, Ed. El Ateneo, 1969
Fisiología del riñón. Texto de fisiología humana.
B. A. Houssay y colaboradores Buenos Aires, Ed. El Ateneo, 1969
The historical background of the renin-angiotensin system.
Editado por J. Genes, E. Koiw, O. Kuchel New York, Mc. Graw-Hill Book Co., 1977
Fisiología humana
B. A. Houssay y colaboradores
Sección. IV, Respiración (pág. 281-320) Sección IX, Formación y secreción de la orina Sección VI, Metabolismo, (pág. 674-700) Cap.30, Fisiología del ejercicio (pág. 499-502) Buenos Aires, Ed. El Ateneo, 1980.
Cómo lo recuerdo a Houssay. Bernardo Houssay, su vida y su obra
Buenos Aires, V. Foglia V y V. Deulofeu Editores, 1981
Enalapril
London, The Landmark Papers (editor), Science Press, 1991 